# 东部公园
52°21′35″N 4°55′15″E / 52.35972°N 4.92083°E

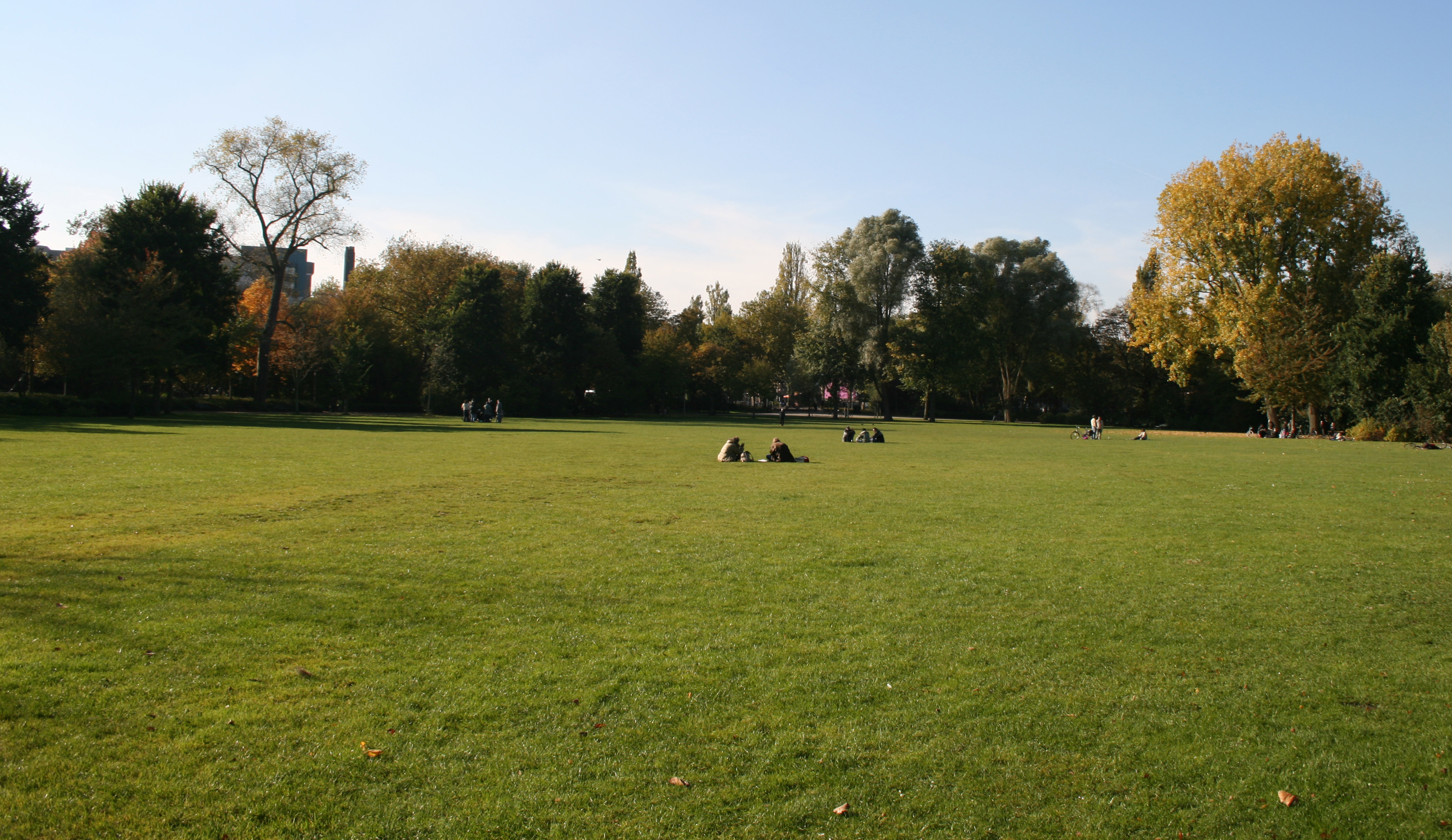

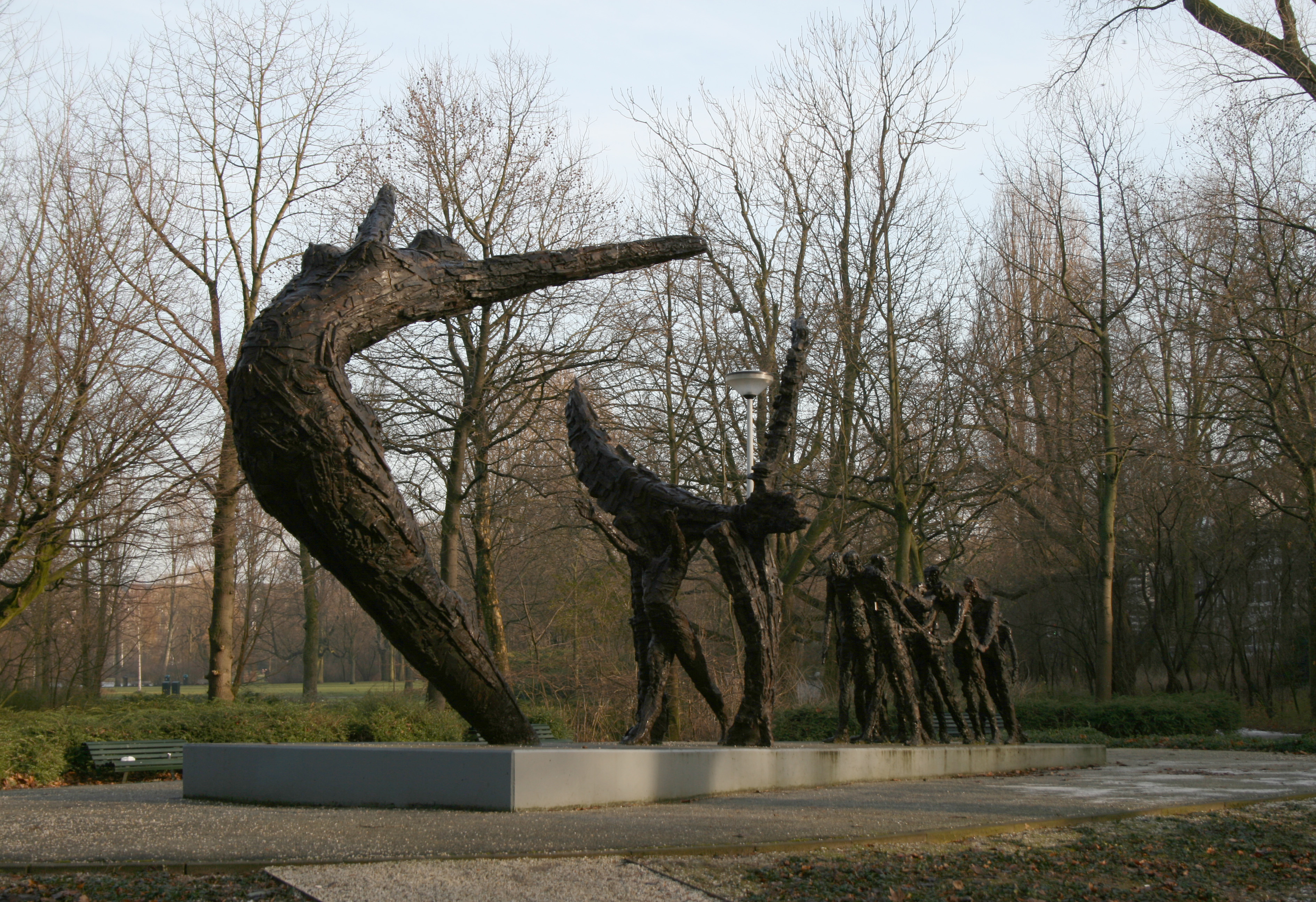

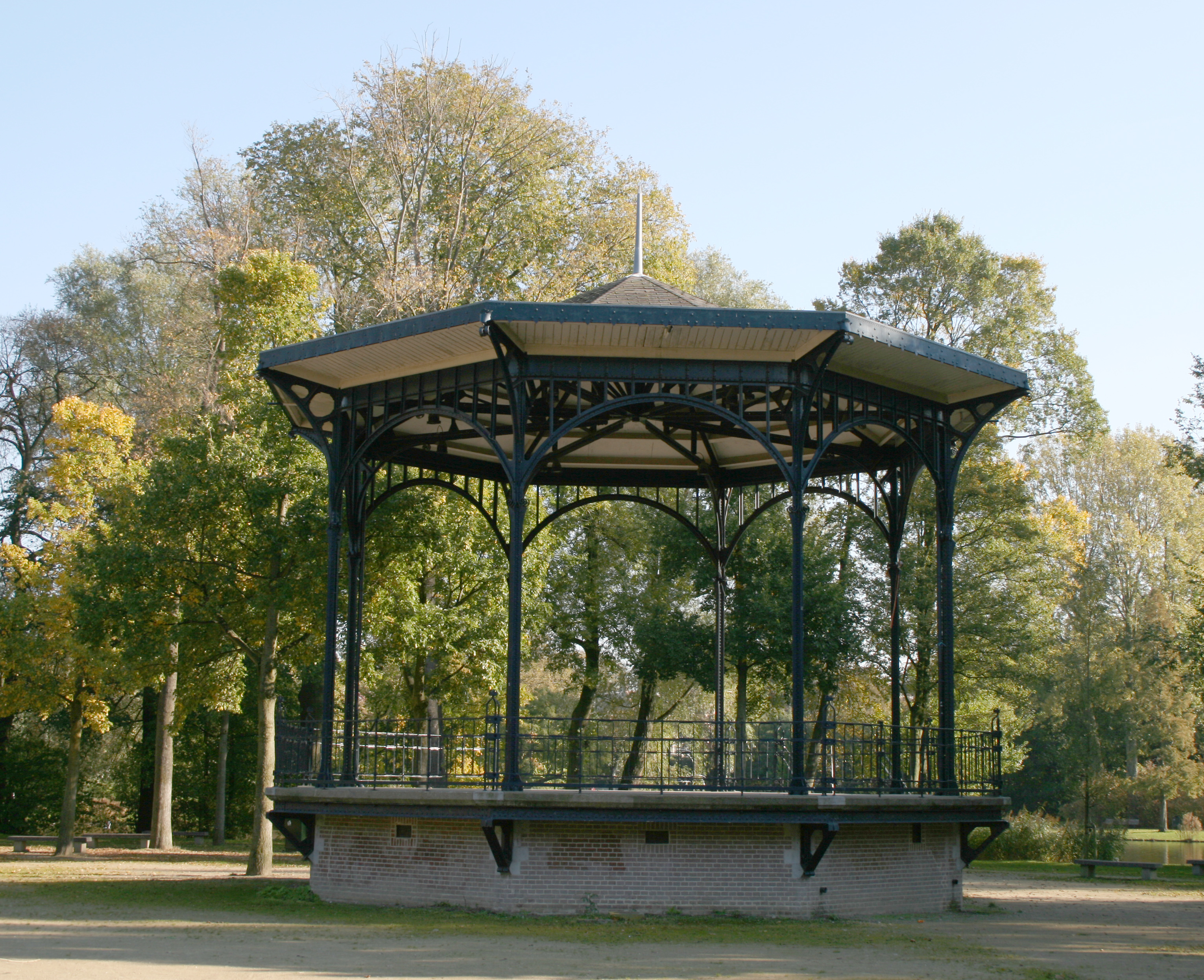

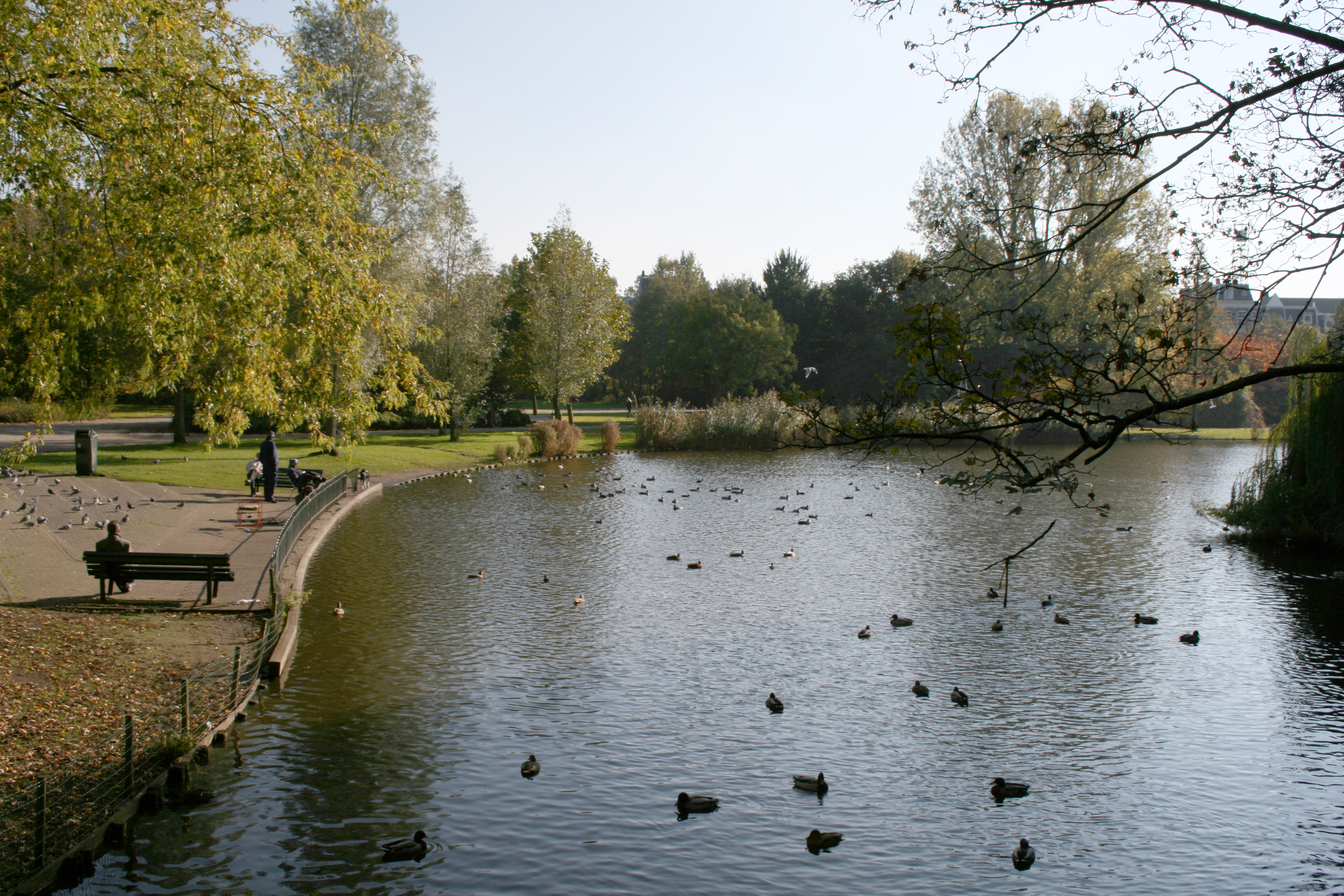

东部公园（荷蘭語：Oosterpark）是位于荷兰首都阿姆斯特丹阿姆斯特丹东的一座公园。1891年建成。